# پیتر مدسن
Peter Langkjær Madsen (دانمارکی: [ˈpʰe̝ˀtɐ ˈlɑŋˌkʰeˀɐ̯ ˈmæsn̩] ; متولد 12 ژانویه 1971)  قاتل، مهندس و کارآفرین دانمارکی است.
در آوریل 2018 او به قتل روزنامه نگار سوئدی کیم وال در یک زیر دریایی پرداخت و به حبس ابد محکوم شد.